# Tétrabromure de carbone
Le tétrabromure de carbone ou tétrabromométhane (CBr4) est un composé moléculaire de la famille des halogénométhanes. Il s'agit d'une molécule de méthane dont tous les atomes d'hydrogène ont été substitués par des atomes de brome. Il est parfois considéré comme une molécule organique ce que souligne l'appellation « tétrabromométhane », bien qu'il ne comporte aucune liaison C-H caractéristique des composés organiques, et est donc couramment considéré comme inorganique, ce que souligne l'appellation « tétrabromure de carbone » (les deux appellations étant acceptées par l'IUPAC).

## Propriétés
Le tétrabromure de carbone est un solide incolore se présentant sous la forme de cristaux monocliniques aux conditions normales de température et de pression. Il possède deux formes cristallines : la forme cristalline II ou β lorsque la température est inférieure à 46,9 °C et la forme cristalline I ou α au-dessus de 46,9 °C. La forme monoclinique a pour groupe d'espace C2/c avec des paramètres de maille : a = 20,9, b = 12,1, c = 21,2 (Å) et β = 110,5°. L'énergie de liaison de la liaison C-Br est de 235 kJ.mol−1.
De par sa structure tétraédrique parfaitement symétrique, son moment dipolaire est nul. Sa symétrie sphérique[Quoi ?] fait qu'il a une très haute constante de cryoscopie (80 K·kg·mol−1).
Le tétrabromométhane se décompose sous l'effet de la chaleur, notamment en bromure d'hydrogène. Il présente des risques d'explosion en cas de contact avec les métaux alcalins, l'hexacyclohexyle de plomb et les poudres métalliques.
Le tétrabromométhane est quasiment insoluble dans l'eau, mais est très solubles dans les solvants apolaires tels que le chloroforme ou le toluène.
Il est significativement moins stable que les autres tétrahalogénométhanes, du moins ceux portant des atomes d'halogène plus légers (fluor et chlore).
Il perd assez facilement un atome de brome et peut donc être utilisé comme un agent de bromation doux.

## Synthèse
Le tétrabromométhane est préparé par bromation du méthane en utilisant du bromure d'hydrogène (HBr) ou du dibrome (Br2). Il peut également être préparé de façon plus économique par réaction entre le tétrachlorométhane et le bromure d'aluminium à 100 °C.

## Utilisation
Le tétrabromométhane est utilisé comme solvant pour les graisses, cires et huiles, dans l'industrie des plastiques et du caoutchouc pour soufflage et vulcanisation, pour polymérisation, comme sédatif et comme intermédiaire dans la fabrication de produits agrochimiques. Du fait qu'il est ininflammable, il est utilisé comme ingrédient pour les produits chimiques résistants au feu. De par sa forte densité, il est aussi utilisé fondu comme liquide lourd pour séparer les minéraux par densité.
Il peut être utilisé pour le dopage p de l'arséniure de gallium sur carbone (GaAs:C) par épitaxie par jet moléculaire (MBE).

### Réactions chimiques
Avec la triphénylphosphine (PPh3), le tétrabromométhane est utilisé dans la réaction d'Appel qui convertit les alcools en bromure d'alkyle, ou dans la réaction de Corey-Fushs qui convertit les aldéhydes en alcyne.